# Oskuldspresumtion

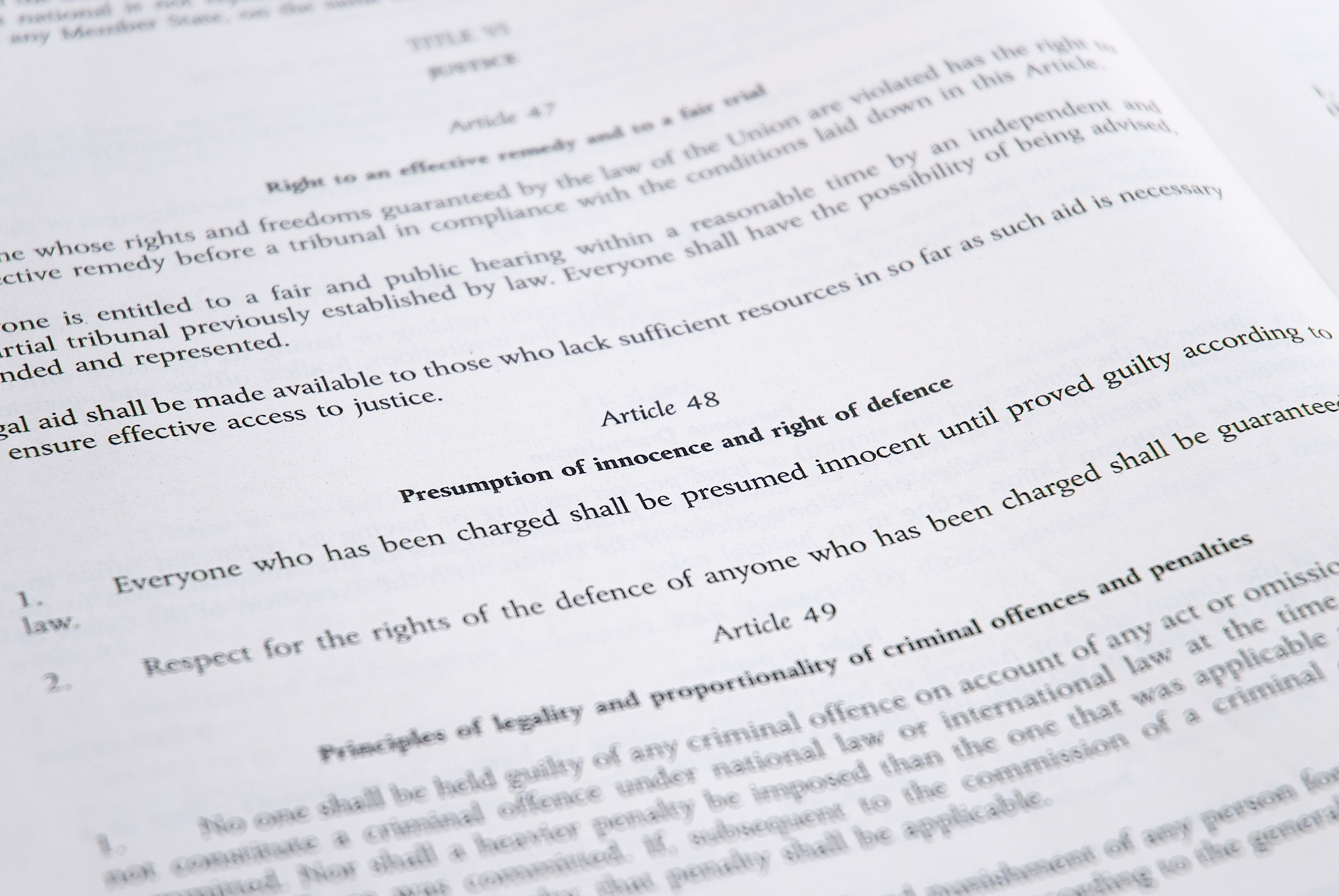
Oskuldspresumtion i artikel 48 i Europeiska unionens stadga om de grundläggande rättigheterna

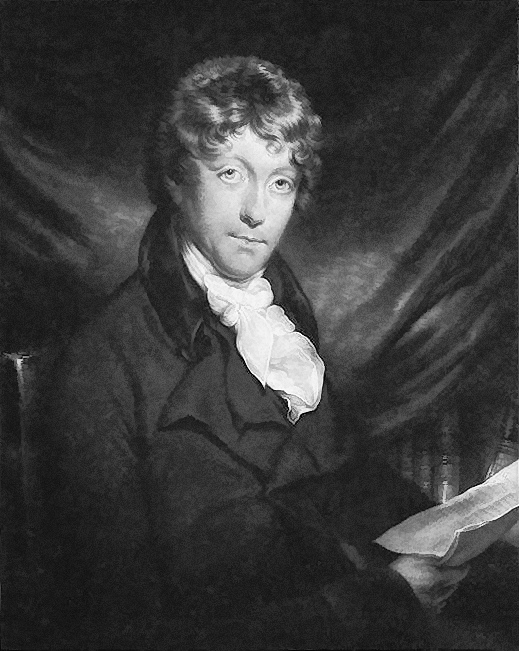
Sir William Garrow myntade frasen "presumed innocent until proven guilty", och insisterade att bevis skulle noggrant prövas i rätten.

Oskuldspresumtion eller oskyldighetspresumtion avser den grundläggande straffprocessuella rättsprincip som ger den som är misstänkt för ett brott rättigheten att betraktas som oskyldig tills motsatsen har bevisats. Principen anses så viktig att många demokratier har den explicit uttalad i sina lagar eller grundlagar.
| ”                                                                        | Var och en som är anklagad för brott har rätt att betraktas som oskyldig till dess att hans eller hennes skuld lagligen har fastställts vid en offentlig rättegång, där personen åtnjuter alla rättssäkerhetsgarantier som behövs för hans eller hennes försvar. | „ |
| – Artikel 11, FN:s universella deklaration om de mänskliga rättigheterna | |   |

| ” | Var och en som blivit anklagad för brott skall betraktas som oskyldig till dess hans skuld lagligen fastställts. | „ |
| – Artikel 6.2 i "Europakonventionen" (Europeiska konventionen om skydd för de mänskliga rättigheterna och de grundläggande friheterna, EKMR) | |   |

| ”                                                                             | Var och en som har blivit anklagad för en lagöverträdelse ska betraktas som oskyldig till dess att hans eller hennes skuld lagligen fastställts. | „ |
| – Artikel 48.1 i Europeiska unionens stadga om de grundläggande rättigheterna | |   |

Motsatsen är skuldspresumtion som på latin uttrycks som ei incumbit probatio qui negat, non qui dicit (ungefär "bevisbördan påfaller den som förnekar, inte den som utpekar"), det vill säga principen att någon är skyldig tills den har bevisats vara oskyldig. Det är vanligtvis ett argumentationsfel att anta att något är sant för att det inte har bevisats vara falskt.

## Oskuldspresumtion i Sverige
Högsta domstolen har i ett mål kommenterat artikel 6.2 i Europakonventionen med att "I artikeln ligger också att den tilltalade ska betraktas som oskyldig efter en friande dom."
I pressens publicitetsregler finns en regel som manar till respekt för oskuldspresumtionen: Regel 14 lyder "Tänk på att en person, misstänkt för brott, i lagens mening alltid betraktas som oskyldig om fällande dom inte föreligger. [...]" Att oskyldiga pekas ut i en namnpublicering i media kan försvåra brottsutredningar eftersom det kan påverka vittnens minnesbilder. Felaktiga utpekanden kan utgöra förtal.